# Brent Stait
Brent Stait (Snow Lake, 9 settembre 1959) è un attore canadese.
È noto al pubblico per aver interpretato il ruolo di Rev Bem, ufficiale scientifico dell'astronave Andromeda nell'omonima serie televisiva e per aver interpretato il ruolo di Louis Ferretti nella serie televisiva Stargate SG-1.

## Biografia
Stait è cresciuto a The Pas ed a Flin Flon, due città della provincia del Manitoba. Come la maggior parte dei ragazzi canadesi ha trascorso gran parte del suo tempo libero giocando ad hockey. A 18 anni comincia a lavorare nelle miniere per l'azienda Hudson Bay Mining and Smelting Co. L'anno successivo trascorse l'estate presso la Scuola di Belle Arti di Banff per poi trasferirsi a Toronto dove iniziò a studiare recitazione presso la Ryerson Theatre School. Nei tre anni successivi alla Ryerson, Stait ha lavorato presso lo Stratford Shakespeare Festival perfezionando la propria recitazione. 
Nonostante le voci dicano che Stait abbia abbandonato la serie televisiva Andromeda per via di una reazione allergica al trucco, in una intervista concessa al sito Republibot.com, viene svelato che l'abbandono è dovuto ad un'eccessiva stanchezza procuratagli dal camuffamento che doveva indossare per interpretare il proprio personaggio.
Quando non lavora per la televisione o per il cinema si esibisce nei teatri.

## Filmografia parziale

### Cinema
- Termini Station, regia di Allan King (1989)
- Uomini al passo (Cadence), regia di Martin Sheen (1990)
- Showdown at Williams Creek, regia di Allan Kroeker (1991)
- Le peloton d'exécution, regia di Michel Andrieu (1991)
- Omen IV - Presagio infernale (Omen IV: The Awakening), regia di Jorge Montesi, Dominique Othenin-Girard (1991)
- North of Pittsburgh, regia di Richard Martin (1992)
- Mosca cieca (Blind Man's Bluff), regia di James Quinn (1992)
- The Man Upstairs, regia di George Schaefer (1992)
- Call of the Wild, regia di Michael Toshiyuki Uno, Alan Smithee (1993)
- Born to Run, regia di Albert Magnoli (1993)
- A Stranger in the Mirror, regia di Charles Jarrott (1993)
- Tokyo Cowboy, regia di Kathy Garneau (1994)
- Green Dolphin Beat, regia di Tommy Lee Wallace (1994)
- A Christmas Romance, regia di Sheldon Larry (1994)
- Lontano da casa (Far from Home: The Adventures of Yellow Dog), regia di Phillip Borsos (1995)
- Broken Trust, regia di Geoffrey Sax (1995)
- Deceived by Trust: A Moment of Truth Movie, regia di Chuck Bowman (1995)
- For Those Who Hunt the Wounded Down, regia di Norma Bailey (1996)
- In the Lake of the Woods (film), regia di Carl Schenkel (1996)
- The Limbic Region, regia di Michael Pattinson (1996)
- Nights Below Station Street, regia di Norma Bailey (1997)
- Gunfighter's Moon, regia di Larry Ferguson (1997)
- Ellen Foster, regia di John Erman (1997)
- Hostile Force, regia di Michael Kennedy (1997)
- Intensity, regia di Yves Simoneau (1997)
- Five Desperate Hours, regia di Dan Lerner (1997)
- Mistery, Alaska, regia di Jay Roach (1999)
- H-E Double Hockey Sticks, regia di Randall Miller (1999)
- The Sheldon Kennedy Story, regia di Norma Bailey (1999)
- Roswell: The Aliens Attack, regia di Brad Turner (1999)
- The Virginian, regia di Bill Pullman (2000)
- Touched by a Killer, regia di Gilbert M. Shilton (2001)
- Speak, regia di Suki Kaiser e Jonathan Scarfe – cortometraggio (2001)
- Lonesome Joe, regia di Mark Sawers – cortometraggio (2003)
- On the Corner (film 2003), regia di Nathaniel Geary (2003)
- Crimine passionale (Crime of Passion), regia di Charles Wilkinson (2003)
- Capture, regia di Alex Levine – cortometraggio (2004)
- My Old Man, regia di Alex Levine – cortometraggio (2004)
- Killer Instinct, regia di Alain de Zilva e Brad Kersch – cortometraggio (2004)
- The Wild Guys, regia di William Gereghty (2004)
- Dysfunction, regia di Christie Will – cortometraggio (2006)
- Fracture, regia di Gordon Michael Woolvett – cortometraggio (2006)
- A Job to Kill For, regia di Bill Corcoran (2006)
- Trial by Fire, regia di John Terlesky (2008)
- Troglodyte, regia di Paul Ziller (2008)
- Driven to Kill - Guidato per uccidere (Driven to Kill), regia di Jeff King (2009)
- Stargate SG-1: Children of the Gods - Final Cut, regia di Mario Azzopardi (2009)
- Beyond Sherwood Forest, regia di Peter DeLuise (2009)
- Tempesta polare (Polar Storm), regia di Paul Ziller (2009)
- Hard Ride to Hell, regia di Penelope Buitenhuis (2010)
- Tron: Legacy, regia di Joseph Kosinski (2010)
- Hunt to Kill, regia di Keoni Waxman (2010)
- The Tortured, regia di Robert Lieberman (2010)
- Stonehenge apocalypse, regia di Paul Ziller (2010)
- The Cult, regia di Kari Skogland (2010)
- Final Destination 5, regia di Steven Quale (2011)
- Hamlet, regia di Bruce Ramsay (2011)
- The Pastor's Wife, regia di Norma Bailey (2011)
- Becoming Redwood, regia di Jesse James Miller (2012)

### Televisione
- Ancora strega per amore (I Still Dream of Jeannie), regia di Joseph L. Scanlan – film TV (1991)
- Highlander – serie TV, episodi 1x07-4x09 (1992-1995)
- X-Files (The X-Files) - serie TV, episodio 1x10 (1993)
- Children of the Dust, regia di David Greene – miniserie TV (1995)
- Titanic, regia di Robert Lieberman – miniserie TV (1996)
- Andromeda – serie TV, 36 episodi (2000-2004)
- Amerika - Un paese sotto scacco (Meltdown), regia di Jeremiah S. Chechik – film TV (2004)
- Fringe – serie TV, episodio 4x04 (2011)

## Doppiatori italiani
Nelle versioni in italiano delle opere in cui ha recitato, Brent Stait è stato doppiato da:
- Pasquale Anselmo in Andromeda, Resident Alien
- Fabrizio Temperini in X-Files (ep. 1x10)
- Vittorio Guerrieri in X-Files (ep. 4x08-09)
- Maurizio Reti in Supernatural
- Luca Dal Fabbro in Smallville
- Gaetano Varcasia in Psych
- Roberto Gammino in Final Destination 5
- Alessandro Ballico in Fringe
- Saverio Moriones in Motive
- Stefano Oppedisano in C'era una volta
- Riccardo Peroni in Van Helsing

## Premi e candidature

### Gemini Awards
- 1998: Nominato - Migliore prestazione come attore non protagonista per il film televisivo For Those Who Hunt the Wounded Down (1996)